# Багинети
Багинети (груз. ბაგინეთი) — село в Грузии, на территории Ванского муниципалитета края (мхаре) Имеретия.

## География
Село находится в западной части Грузии, в верховьях реки Переты, на расстоянии приблизительно 16 километров (по прямой) к востоко-юго-востоку от города Вани, административного центра муниципалитета. Абсолютная высота — 490 метров над уровнем моря.

## Население
По результатам официальной переписи населения 2014 года, в Багинети проживало 8 человек (3 мужчины и 5 женщин). В национальной структуре населения грузины составляли 100 %.
| Год  | Население, человек |
| ---- | ------------------ |
| 2002 | 18                 |
| 2014 | ↘ 8                |